# Hortênsia Hurpia de Hollanda
Hortênsia Hurpia de Hollanda (Corumbá, 26 de maio de 1917 – Votuporanga, 5 de maio de 2011) foi uma grande colaboradora na educação sanitária, formando uma equipe multiprofissional constituída essencialmente por mulheres.

## Biografia
Em 1941 ingressou na Faculdade de Filosofia da Universidade do Brasil, cursando Língua e Literatura Anglo-germânicas, sendo concluído apenas em 1943, no Centro de Cultura Inglesa, em Assunção, Paraguai. Em 1954 obteve o título de Mestre em Saúde Pública e Educação pela Universidade da Califórnia, em Berkeley, Estados Unidos.
Em 1958, como bolsista da Organização Mundial da Saúde (OMS), realizou estudos em áreas de esquistossomose e malária na Itália, Sudão, Uganda, Tanzânia e Egito. Em 1960, estudou planejamento e avaliação de material educativo para a saúde em Washington, Atlanta, Chicago e Nova York. Em 1963 foi contratada como consultora de educação em saúde pela Comissão do Pacífico Sul. Nesse cargo trabalhou em diversos países e territórios da Melanésia, Polinésia e Micronésia, tais como Papua Nova-Guiné, Tonga, Nova Caledônia, Taiti e Ilhas Salomão.
Entre 1968 e 1969 também prestou consultorias para a OMS no México, Costa Rica, Honduras, Guatemala, Paraguai e Argentina.
Hortênsia de Hollanda atuou em vários órgãos nacionais e internacionais até a sua aposentadoria, em 1987. Porém, continuou assessorando diversos estados brasileiros nas áreas de educação e saúde pública.

## Trajetória Profissional
Foi convidada por Mário Pinotti para coordenar o Programa de Educação Sanitária do Departamento Nacional de Endemias Rurais (DNERu). Foi a primeira mulher a assumir o cargo de chefia do DNERu, desafiando o patriarcado sanitarista da época.
Entre o período de 1950 e 1970, coordenou em Mandacaru e Varjão, bairros de João Pessoa (PB), ação pioneira que envolveu as populações locais na discussão de projetos de melhoria das condições ambientais relacionadas ao controle da esquistossomose.
Hortênsia de Hollanda coordenou o projeto em parceria com os Ministério da Educação e Cultura (MEC) e o Ministério da Saúde (MS), que resultou no livro didático “Saúde, como Compreensão de Vida”, no período de 1975 a 1977. O livro foi composto e impresso na Minas Gráfica Editora, com cerca de 314 páginas. Dirigido a professores interessados na educação em saúde, essa publicação procurava ser também uma resposta à lei 5.692/71 que instituía o ensino de saúde nas escolas de 1º grau.